# Nothoscordum
Nothoscordum es un género de plantas herbáceas, perennes y bulbosas perteneciente a la subfamilia Allioideae de las amarilidáceas. Comprende más de 100 especies. Se distribuye desde el sur de Estados Unidos a Argentina.

## Descripción
Son hierbas bulbíferas, escapíferas, sin olor a cebolla o ajo. Bulbos compuestos de varias escamas, tunicados. Hojas lineares. Inflorescencia umbelada, inicialmente envuelta en una espata de 2 brácteas. Flores blanquecinas; tépalos unidos en la base, 1-nervios; estambres adnatos en la parte inferior del perianto; anteras dorsifijas, introrsas; ovario 3-locular; estilo terminal; estigma entero. Cápsula membranácea.

## Taxonomía
El género fue descrito por Carl Sigismund Kunth y publicado en  Enumeratio Plantarum Omnium Hucusque Cognitarum 4: 457. 1843.
Etimología
Nothoscordum: nombre genérico que deriva del griego: notho = "mal" y scordum =  "ajo".

## Especies seleccionadas
- Nothoscordum achalense
- Nothoscordum albitractum
- Nothoscordum altillanense
- Nothoscordum andicola'
- Nothoscordum andicolum
- Nothoscordum andinum (sin.: Zoellnerallium andinum)
- Nothoscordum izaguirreae